# بيل شوستر
بيل شوستر (بالإنجليزية: Bill Schuster)‏ هو لاعب كرة قاعدة أمريكي، ولد في 4 أغسطس 1912 في بوفالو في الولايات المتحدة، وتوفي في 28 يونيو 1987 في إل مونتي في الولايات المتحدة.

## وصلات خارجية
- بيل شوستر على موقع دوري كرة القاعدة الرئيسي (الإنجليزية)
- بيل شوستر على موقعبيزبول رفرنس.كوم (الدوري الرئيسي) (الإنجليزية)
- بيل شوستر على موقعبيزبول رفرنس.كوم (الدوري الثانوي) (الإنجليزية)